# Landesamt Staatsschutz und Extremismusbekämpfung
Als Landesamt Staatsschutz und Extremismusbekämpfung (LSE) wird das für den Staatsschutz zuständige Amt auf Landesebene in Österreich bezeichnet. Es ist, anders als der Name vermuten lässt, eine Dienststelle des Bundes und als Organisationseinheit der jeweiligen Landespolizeidirektion (LPD) eingerichtet. Gesetzliche Grundlage sind das Sicherheitspolizeigesetz (SPG) und das Staatsschutz und Nachrichtendienstgesetz (SNG). Die LSE wurden gleichzeitig mit dem ehemaligen Bundesamt für Verfassungsschutz und Terrorismusbekämpfung (BVT) ins Leben gerufen. 
Die Gründung der Ämter erfolgte im Jahr 2002 durch die Zusammenfassung der staatspolizeilichen Abteilungen der Bundespolizeidirektionen und der Sicherheitsdirektionen in einem Landesamt für Verfassungsschutz und Terrorismusbekämpfung  pro Bundesland, das Teil der jeweiligen örtlich zuständigen Sicherheitsdirektion wurde.
Mit der Installierung der Landespolizeidirektionen ab September 2012 wurde die Terrorismusbekämpfung im BVT gebündelt und das jeweilige LVT in Landesamt Verfassungsschutz (LV) umbenannt. Mit März 2017 wurden die Landesämter wieder in Landesamt für Verfassungsschutz und Terrorismusbekämpfung (LVT) rückumbenannt. 
Am 1. Januar 2024 wurden die LVT reformiert und tragen seither den Namen Landesamt Staatsschutz und Extremismusbekämpfung (LSE). Die Reform wurde notwendig, da das ehemalige BVT zur Direktion Staatsschutz und Nachrichtendienst (DSN) reformiert wurde und die LSE an die neue Struktur angepasst werden mussten. Während die DSN für den Verfassungsschutz (also den Staatsschutz und Nachrichtendienst) verantwortlich ist, sind die LSE ausschließlich für den Staatsschutz zuständig.
Die LSE haben ihre Sitze in der jeweiligen Landeshauptstadt.

## Belege
1. ↑  Staatsschutzreform: Staatsschutzschild erweitern. Die Landesämter für Verfassungsschutz und Terrorismusbekämpfung werden reformiert. Bundesministerium Inneres, März 2023.
2. ↑  Staatsschutzreform. Abgerufen am 1. Juni 2025.